# Войнівська сільська рада (Чутівський район)
Во́йнівська сільська́ ра́да — адміністративно-територіальна одиниця та орган місцевого самоврядування в Чутівському районі Полтавської області. Адміністративний центр — село Войнівка.

## Загальні відомості
- Населення ради: 1072 особи (станом на 2001 рік)

## Населені пункти
Сільській раді були підпорядковані населені пункти:
- c. Войнівка
- с. Виноминівка
- с. Сторожове

## Склад ради
Рада складалася з 16 депутатів та голови.
- Голова ради: Бугай Анатолій Іванович
- Секретар ради:

### Керівний склад попередніх скликань
| Прізвище, ім'я, по батькові | Основні відомості                                                 | Дата обрання | Дата звільнення |
| --------------------------- | ----------------------------------------------------------------- | ------------ | --------------- |
| Бугай Анатолій Іванович     | Сільський голова, 1963 року народження, освіта вища, безпартійний | 26.03.2006   | 31.10.2010      |
| Бугай Анатолій Іванович     | Сільський голова, 1963 року народження, освіта вища, безпартійний | 31.10.2010   | 25.10.2015      |
| Бугай Анатолій Іванович     | Сільський голова, 1963 року народження, освіта вища, безпартійний | 25.10.2015   |                 |

Примітка: таблиця складена за даними сайту Верховної Ради України та ЦВК

### Депутати VII скликання
За результатами місцевих виборів 2015 року депутатами ради стали:

#### За суб'єктами висування
| Суб'єкт висування              | Кількість обраних депутатів | %     |
| ------------------------------ | --------------------------- | ----- |
| Самовисування                  | 11                          | 91.67 |
| Політична партія «Рідне місто» | 1                           | 8.33  |

#### За округами
| № округу | Прізвище, ім'я, по батькові    | Ким висунуто                   | Дата нар.  | Освіта              | Партійна приналежність | Відомості                                             |
| -------- | ------------------------------ | ------------------------------ | ---------- | ------------------- | ---------------------- | ----------------------------------------------------- |
| 1        | Бублик Тетяна Олександрівна    | Самовисування                  | 25.04.1985 | вища                | безпартійна            | Войнівська сільська рада, секретар сільської ради     |
| 2        | Дудник Світлана Олегівна       | Політична партія «Рідне місто» | 14.01.1967 | вища                | безпартійна            | Войнівська ЗОШ І-ІІІ ступенів, директор школи         |
| 3        | Заприкут Алла Вікторівна       | Самовисування                  | 30.05.1968 | загальна середня    | безпартійна            | магазин «Продукти» с. Войнівка, приватний підприємець |
| 4        | Лупа Вікторія Георгіївна       | Самовисування                  | 09.09.1965 | загальна середня    | безпартійна            | Войнівська сільська рада, бухгалтер                   |
| 5        | Матюшко Вадим Анатолійович     | Самовисування                  | 24.07.1966 | професійно-технічна | безпартійний           | «Антарес — 2000», охоронець                           |
| 6        | Дмитренко Оксана Володимирівна | Самовисування                  | 07.09.1981 | вища                | безпартійна            | Сторожівська ЗОШ І-ІІІ ступенів, вчитель              |
| 7        | Каракулько Геннадій Сергійович | Самовисування                  | 29.09.1985 | професійно-технічна | безпартійний           | тимчасово не працює                                   |
| 8        | Соколова Наталія Теодорівна    | Самовисування                  | 30.05.1972 | вища                | безпартійна            | тимчасово не працює                                   |
| 9        | Візер Олександр Володимирович  | Самовисування                  | 11.07.1965 | професійно-технічна | безпартійний           | ФОП Візер О. В., приватний підприємець                |
| 10       | Гісов Анатолій Миколайович     | Самовисування                  | 29.04.1981 | вища                | безпартійний           | ТзОВ «Сторожове», агроном                             |
| 11       | Шатунова Дареджан Геннадіївна  | Самовисування                  | 31.01.1978 | професійно-технічна | безпартійна            | Сторожівська філія Чутівського РБК, завідувач клуба   |
| 12       | Василець Наталія Петрівна      | Самовисування                  | 11.03.1952 | вища                | безпартійна            | Сторожівська ЗОШ І-ІІІ ступенів, вчитель              |